# Выборгское шоссе
Вы́боргское шоссе́ — улица в Выборгском районе Санкт-Петербурга, проходящая от проспекта Энгельса до границы города. В прошлом — главный северный въезд в Санкт-Петербург.

## История
Выборгское шоссе — одна из старейших улиц Санкт-Петербурга. Оно является частью исторического, ещё допетровского тракта, проложенного шведами и соединявшего Ниеншанц с Выборгом и Финляндией, принадлежавших тогда шведской короне (другими его частями на территории города являются Большой Сампсониевский проспект и южная часть проспекта Энгельса).
В XVIII и XIX веках дорога получает название Выборгский тракт, затем — Старая Выборгская дорога и Парголовская дорога.

## Расположение
Выборгское шоссе расположено на севере Санкт-Петербурга, в одноимённом районе города. Современное шоссе отходит от проспекта Энгельса (исторически, до 1917 года, также носившего название Выборгское шоссе) недалеко от Поклонной горы в историческом районе Озерки, у одноимённой станции метро. Далее дорога идёт на северо-запад параллельно побережью трёх Суздальских озёр, отделяя районы дореволюционной дачной застройки Озерки, Шувалово и Шуваловское кладбище на западе от кварталов советской массовой застройки Шувалово-Озерки на востоке. Городская часть шоссе, согласно Реестру наименований улиц, мостов, садов и парков Санкт-Петербурга, заканчивается после пересечения с Суздальским проспектом по двухуровневой транспортной развязке внизу, под путепроводом, у моста Окружной железной дороги.
Далее шоссе проходит по территории посёлка и одноимённого внутригородского муниципального образования Парголово, ограничивая с запада Шуваловский парк и исторический район Парнас, пересекая дорогу в Каменку. В центре Парголова на запад от шоссе отходит Вокзальная улица (в сторону одноимённой железнодорожной станции).
За Парголовым Выборгское шоссе пересекает сверху по двухуровневой развязке А118 Кольцевую автомобильную автодорогу и проходит к западу от посёлка Осиновая Роща, мимо парка одноимённой усадьбы. На этом участке на запад от Выборгского шоссе отходит Горское и Песочное шоссе, на восток — Приозерское шоссе, ведущие в одноимённые населённые пункты.
Шоссе заканчивается на границу Санкт-Петербурга вблизи города Сертолово Всеволожского района Ленинградской области, в котором продолжается как Восточно-Выборгское шоссе. Далее продолжается как региональные автодороги 41А-180 и 41К-181 «Верхне-Выборгское шоссе», сливающиеся с автодорогой А181 «Скандинавия» (Новое Выборгское шоссе) у Выборга.

## Транспорт

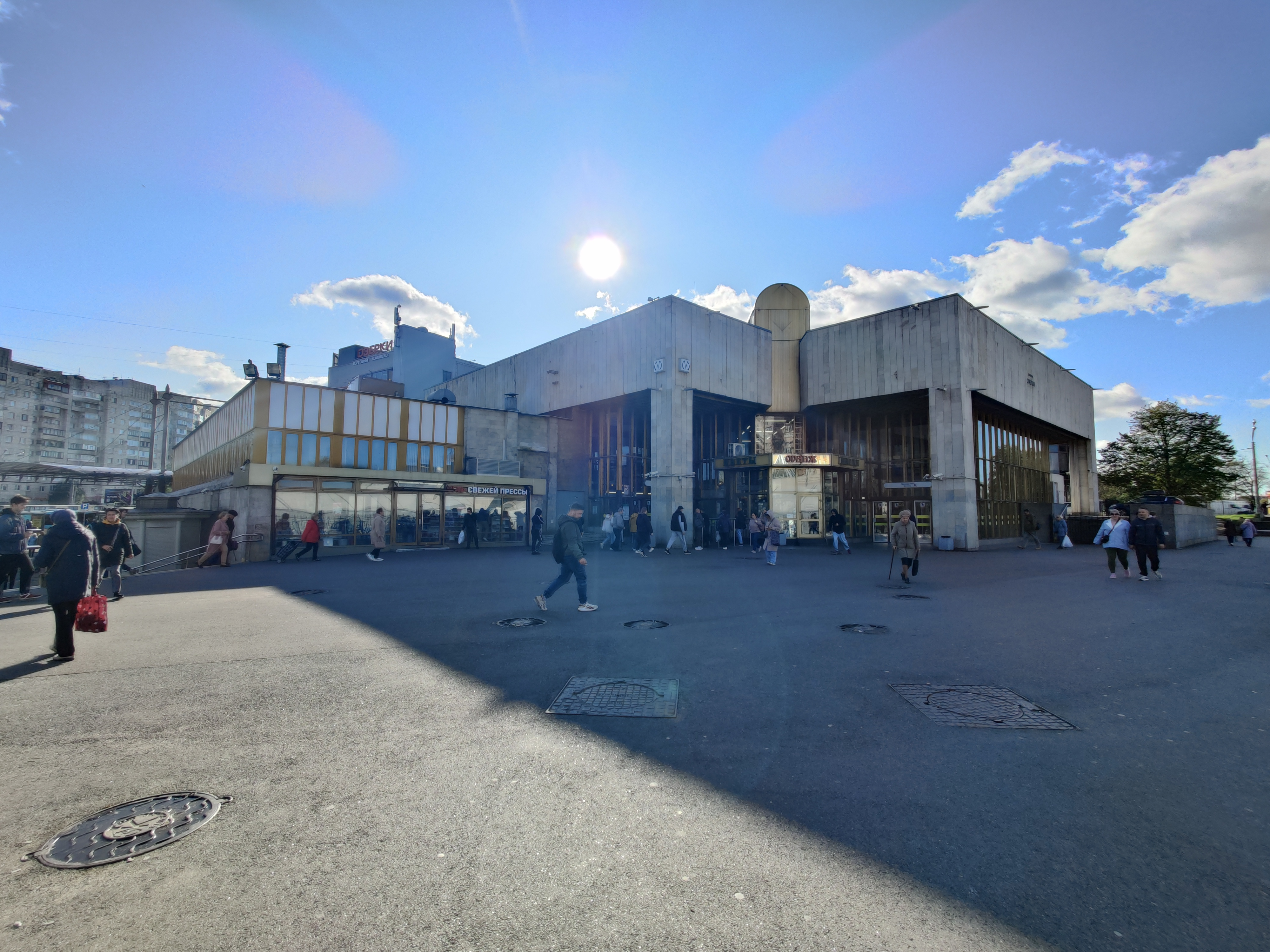
Станция метро «Озерки»

На проспекте находится станция метро  «Озерки». К востоку от шоссе, в относительной близости расположены ещё две станции:  «Проспект Просвещения» и  «Парнас».
К западу от шоссе проходит Выборгское направление Октябрьской железной дороги, в относительной близости расположены платформы  Озерки и станции  Шувалово,  Парголово и  Левашово.
По восточной стороне шоссе от проспекта Энгельса до Суздальского проспекта проложена трамвайная линия на выделенном полотне, по которой проходит маршрут № 58.
По выборгскому шоссе проходят многочисленные городские и межрегиональные (до Сертолова, Первомайского, Мичуринского, Выборга) маршруты автобуса.

## Примечательные здания и сооружения

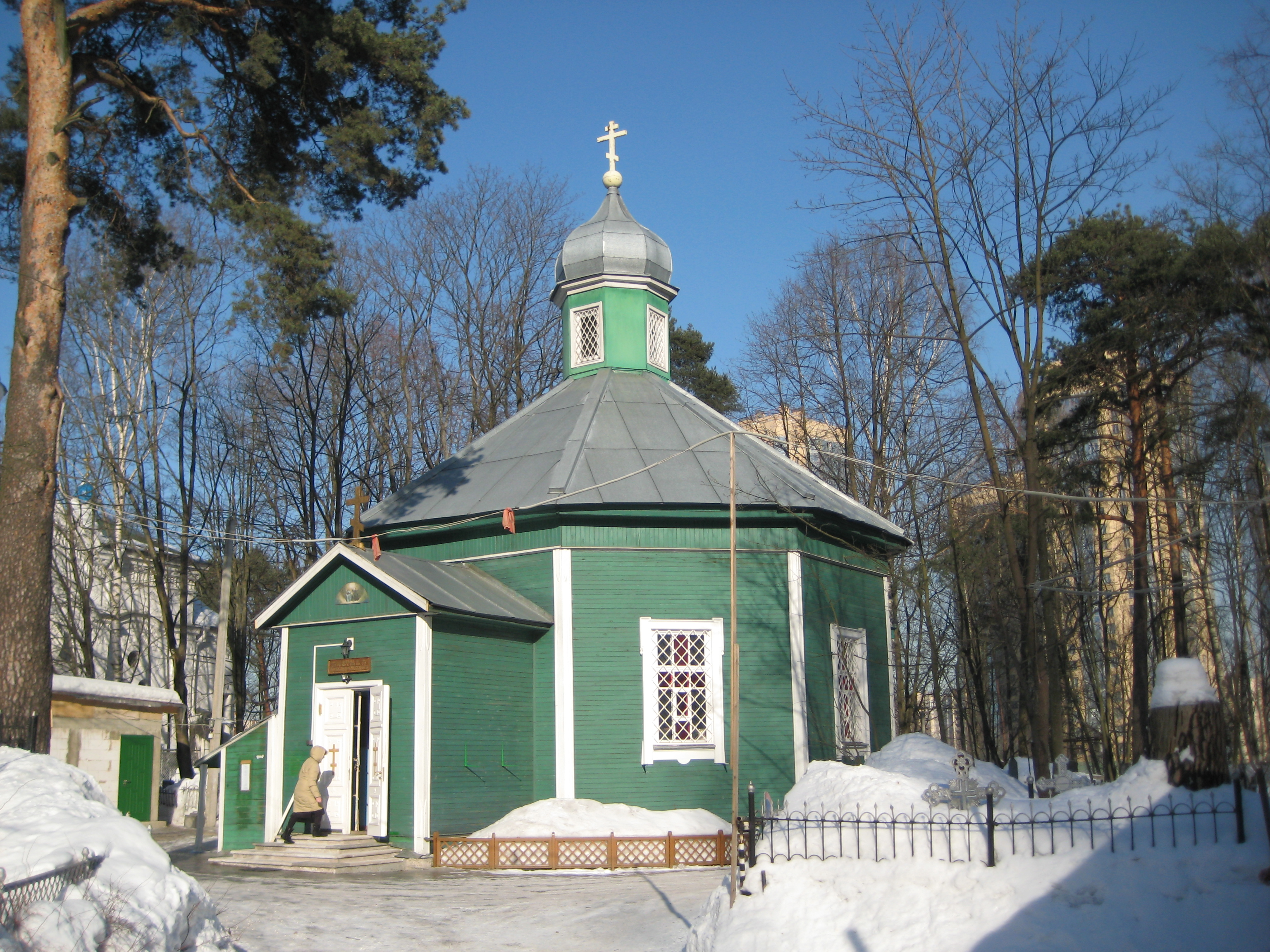
Церковь Александра Невского на Шуваловском кладбище

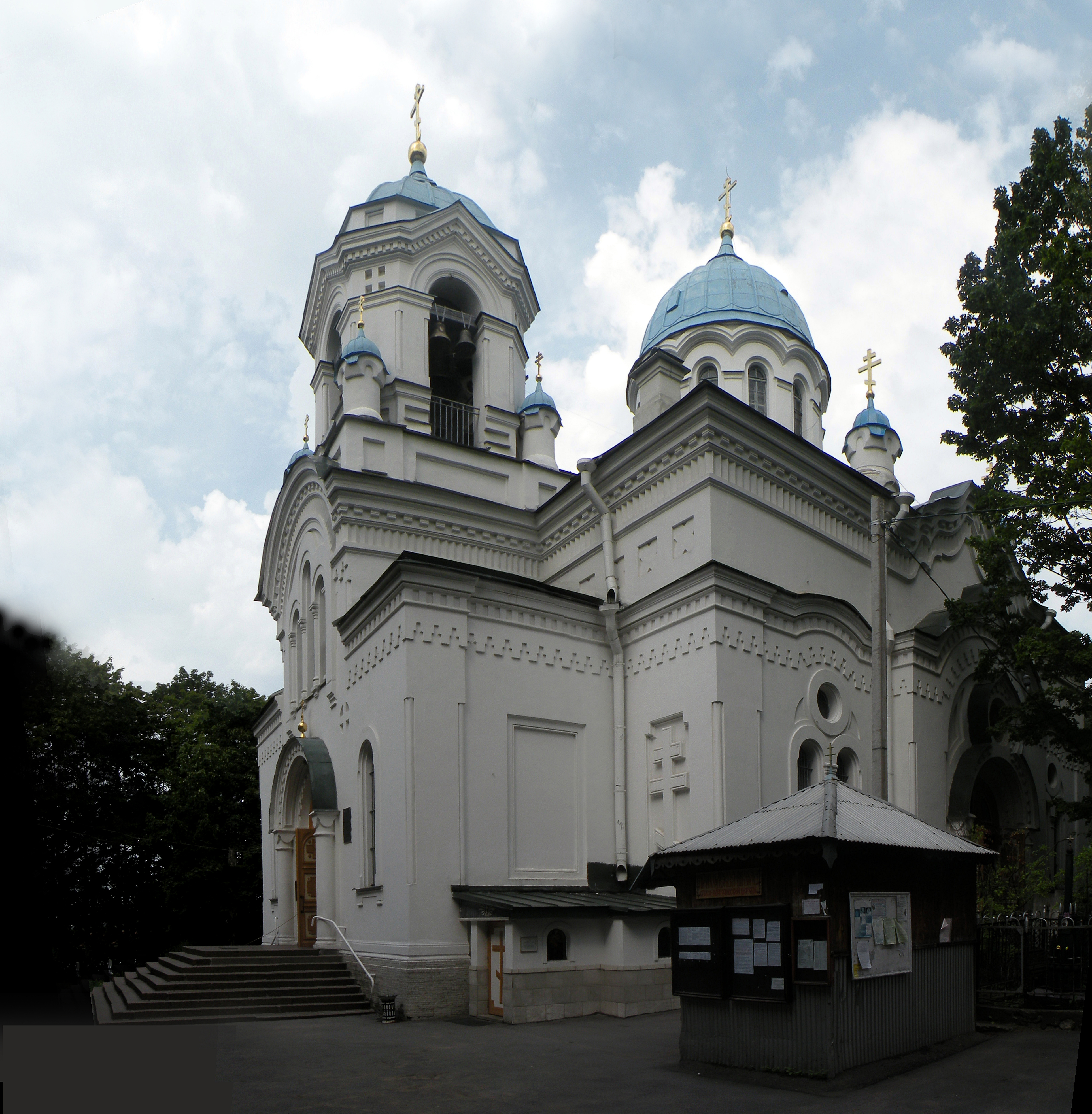
Спасо-Парголовская церковь

- Дом № 32 — Особняк Кудрявцева, нач. XX в.  781721208610005
- Вл. 106Б — Шуваловское кладбище  781610415590005.
- Дом № 106А — Спасо-Парголовская церковь на Шуваловском кладбище (1876—1880)  781610415670005.
- Дом № 108 к. 3 — Часовня Александра Невского на Шуваловском кладбище (1885—1886).
- Дом № 344 — Парголовская почтовая станция.
- Руины и парк бывшей усадьбы Левашовых — Вяземских в Осиновой Роще.

На месте современной автостоянки гипермаркета «Лента» (дом 11) находилась Кирха св. Марии Магдалины в немецкой колонии Ново-Парголово, до сегодняшнего дня не сохранившаяся.

## Памятники
- Памятный знак 500 летию Парголову

Представляет собой камень с надписью:

500 лет
ПАРГОЛОВО 1500—2000